# Doaa Elghobashy
Doaa Elghobashy E. Tawfik (8 de novembro de 1996) é uma jogadora de vôlei de praia egípcia.

## Carreira
Nos Jogos Olímpicos de Verão de 2016 ela representou  seu país ao lado de Nada Meawad, caindo na fase de grupos.Em 2019 sagrou-se  campeã ao lado de Farida El Askalany no Campeonato Africano das Nações de Vôlei de Praia no mesmo ano na Nigéria e sagraram-se medalhistas de ouro nos Jogos Pan-Africanos sediados em Rabat.
Em 2020 estiveram juntas e foram campeãs das etapas da Continental Cup CAVB na Eritréia  e Uganda. Na temporada de 2021 foi terminaram na nona posição no torneio uma estrela do circuito mundial, foram semifinalistas no Finals da Continental Cup CAVB no Marrocos.Em 2022 disputaram o Campeonato Mundial em Roma. No ano de 2023, ao lado de Marwa Abdelhady conquistou a medalha de ouro nos Jogos Africanos sediados em Acra.